# Hatt m/1906
Hatt m/1906 var en trekornshatt som användes inom försvarsmakten.

## Bakgrund
Efter att 1901 års uniformskommitté presenterat resultatet av dess arbete infördes Enhetsuniform m/1906. Till skillnad från resten av uniformen var denna inte särskilt fältanpassad utan betraktades istället av många som mycket opraktisk, något den fick kritik för. I efterhand kan den nog snarare ses som ett resultat av dåtidens nationalromantiska strömningar än ett försök till en mer fältanpassad uniformshatt.

## Utseende
Hatt m/1906 är tillverkad i grå mjuk filt. Brättet är 9 cm brett samt på undersidan mellanblått och kullen är 14 cm hög. För att fästa brättet finns det tre vita metallhakar fastsydda på den övre sidan. På dess vänstra sida finns även tre kronor i förgylld metall. Under dessa har officerarna en kokard vilken har en diameter om 4 cm. Manskapet har istället en kompani(/skvadron-/batteri)knapp på samma ställe. Vid stor och liten parad bärs även ståndare m/1906.

## Användning
Denna hatt användes inom hela armén till Enhetsuniform m/1906. Den var dock kortlivad och ersattes redan år 1910 av Hatt m/1910 samt enhetsuniform m/1910.